# 两色鳞毛蕨
两色鳞毛蕨（学名：Dryopteris setosa），为鳞毛蕨科鳞毛蕨属下的一个植物种。